# Volley Masters Montreux 2014
Montreux Volley Masters – 29. edycja towarzyskiego turnieju siatkarskiego, który trwał od 27 maja do 1 czerwca. W turnieju wzięło udział 8 reprezentacji:
- Brazylia
- Chiny
- Dominikana
- Japonia
- Niemcy
- Rosja
- Szwajcaria
- Stany Zjednoczone

## Faza grupowa

### Grupa A
Tabela
| Lp. | Drużyna    | Pkt | Mecze | Mecze   | Mecze   | Sety | Sety | Sety  | Małe punkty | Małe punkty | Małe punkty |
| Lp. | Drużyna    | Pkt | M     | W (3:2) | P (2:3) | wyg. | prz. | ratio | zdob.       | str.        | ratio       |
| --- | ---------- | --- | ----- | ------- | ------- | ---- | ---- | ----- | ----------- | ----------- | ----------- |
| 1   | Chiny      | 6   | 3     | 2 (1)   | 1 (1)   | 8    | 5    | 1.600 | 285         | 253         | 1.126       |
| 2   | Rosja      | 6   | 3     | 2 (0)   | 1 (0)   | 8    | 5    | 1.600 | 295         | 268         | 1.101       |
| 3   | Brazylia   | 6   | 3     | 2 (1)   | 1 (1)   | 8    | 5    | 1.600 | 295         | 273         | 1.081       |
| 4   | Szwajcaria | 0   | 3     | 0 (0)   | 3 (0)   | 0    | 9    | 0.000 | 144         | 225         | 0.640       |

Źródło: volleymasters.ch
Punktacja: 3:0 i 3:1 – 3 pkt; 3:2 – 2 pkt; 2:3 – 1 pkt; 1:3 i 0:3 – 0 pkt
Zasady ustalania kolejności: 1. liczba punktów; 2. liczba zwycięstw; 3. stosunek setów; 4. stosunek małych punktów
     awans do półfinałów
     mecze o miejsca 5-8
Wyniki
| Data  | Godz. | Drużyna 1 | Wynik | Drużyna 2  | 1     | 2     | 3     | 4     | 5     | Widzów | * |
| ----- | ----- | --------- | ----- | ---------- | ----- | ----- | ----- | ----- | ----- | ------ | - |
| 27.05 | 16:30 | Brazylia  | 3:0   | Szwajcaria | 25:13 | 25:20 | 25:13 |       |       |        | 1 |
| 27.05 | 21:00 | Chiny     | 3:2   | Rosja      | 25:22 | 23:25 | 16:25 | 25:18 | 15:9  |        | 2 |
| 28.05 | 18:30 | Brazylia  | 3:2   | Chiny      | 25:19 | 14:25 | 23:25 | 26:24 | 15:13 |        | 3 |
| 29.05 | 16:30 | Chiny     | 3:0   | Szwajcaria | 25:16 | 25:22 | 25:13 |       |       |        | 4 |
| 29.05 | 18:30 | Rosja     | 3:2   | Brazylia   | 35:33 | 25:20 | 26:28 | 20:25 | 15:11 |        | 5 |
| 30.05 | 16:30 | Rosja     | 3:0   | Szwajcaria | 25:19 | 25:13 | 25:15 |       |       |        | 6 |

### Grupa B
Tabela
| Lp. | Drużyna           | Pkt | Mecze | Mecze   | Mecze   | Sety | Sety | Sety  | Małe punkty | Małe punkty | Małe punkty |
| Lp. | Drużyna           | Pkt | M     | W (3:2) | P (2:3) | wyg. | prz. | ratio | zdob.       | str.        | ratio       |
| --- | ----------------- | --- | ----- | ------- | ------- | ---- | ---- | ----- | ----------- | ----------- | ----------- |
| 1   | Niemcy            | 9   | 3     | 3 (0)   | 0 (0)   | 9    | 1    | 9.000 | 247         | 196         | 1.260       |
| 2   | Stany Zjednoczone | 6   | 3     | 2 (0)   | 1 (0)   | 7    | 3    | 2.333 | 241         | 215         | 1.121       |
| 3   | Japonia           | 3   | 3     | 1 (0)   | 2 (0)   | 3    | 6    | 0.500 | 191         | 218         | 0.876       |
| 4   | Dominikana        | 0   | 3     | 0 (0)   | 3 (0)   | 0    | 9    | 0.000 | 176         | 226         | 0.779       |

Źródło: volleymasters.ch
Punktacja: 3:0 i 3:1 – 3 pkt; 3:2 – 2 pkt; 2:3 – 1 pkt; 1:3 i 0:3 – 0 pkt
Zasady ustalania kolejności: 1. liczba punktów; 2. liczba zwycięstw; 3. stosunek setów; 4. stosunek małych punktów
     awans do półfinałów
     mecze o miejsca 5-8
Wyniki
| Data  | Godz. | Drużyna 1         | Wynik | Drużyna 2         | 1     | 2     | 3     | 4 | 5 | Widzów | * |
| ----- | ----- | ----------------- | ----- | ----------------- | ----- | ----- | ----- | - | - | ------ | - |
| 27.05 | 18:30 | Stany Zjednoczone | 1:3   | Niemcy            | 19:25 | 16:25 | 22:25 |   |   |        | 1 |
| 28.05 | 16:30 | Niemcy            | 3:0   | Dominikana        | 25:21 | 25:20 | 25:21 |   |   |        | 2 |
| 28.05 | 21:00 | Stany Zjednoczone | 3:0   | Japonia           | 25:17 | 25:22 | 25:20 |   |   |        | 3 |
| 29.05 | 21:00 | Japonia           | 3:0   | Dominikana        | 26:24 | 25:19 | 25:23 |   |   |        | 4 |
| 30.05 | 18:30 | Japonia           | 0:3   | Niemcy            | 15:25 | 25:27 | 16:25 |   |   |        | 5 |
| 30.05 | 21:00 | Dominikana        | 0:3   | Stany Zjednoczone | 19:25 | 15:25 | 14:25 |   |   |        | 6 |

## Faza play-off

### Mecze o miejsca 5-8
| Data  | Godz. | Drużyna 1 | Wynik | Drużyna 2  | 1     | 2     | 3     | 4 | 5 | Widzów | * |
| ----- | ----- | --------- | ----- | ---------- | ----- | ----- | ----- | - | - | ------ | - |
| 31.05 | 14:00 | Brazylia  | 3:0   | Dominikana | 27:25 | 25:16 | 27:25 |   |   |        | 1 |
| 31.05 | 16:00 | Japonia   | 3:0   | Szwajcaria | 25:17 | 25:16 | 25:19 |   |   |        | 2 |

### Mecz o 5 miejsce
| Data  | Godz. | Drużyna 1 | Wynik | Drużyna 2 | 1     | 2     | 3     | 4     | 5 | Widzów | * |
| ----- | ----- | --------- | ----- | --------- | ----- | ----- | ----- | ----- | - | ------ | - |
| 01.06 | 11:00 | Brazylia  | 3:1   | Japonia   | 19:25 | 25:20 | 25:11 | 25:22 |   |        | 1 |

### Półfinały
| Data  | Godz. | Drużyna 1         | Wynik | Drużyna 2 | 1     | 2     | 3     | 4     | 5 | Widzów | * |
| ----- | ----- | ----------------- | ----- | --------- | ----- | ----- | ----- | ----- | - | ------ | - |
| 31.05 | 18:30 | Chiny             | 0:3   | Niemcy    | 22:25 | 18:25 | 21:25 |       |   |        | 1 |
| 31.05 | 21:00 | Stany Zjednoczone | 3:1   | Rosja     | 25:23 | 22:25 | 25:20 | 25:21 |   |        | 2 |

### Mecz o 3 miejsce
| Data  | Godz. | Drużyna 1 | Wynik | Drużyna 2 | 1     | 2     | 3     | 4     | 5     | Widzów | * |
| ----- | ----- | --------- | ----- | --------- | ----- | ----- | ----- | ----- | ----- | ------ | - |
| 01.06 | 13:30 | Chiny     | 2:3   | Rosja     | 25:19 | 19:25 | 25:17 | 22:25 | 11:15 |        | 1 |

### Finał
| Data  | Godz. | Drużyna 1 | Wynik | Drużyna 2         | 1     | 2     | 3     | 4     | 5 | Widzów | * |
| ----- | ----- | --------- | ----- | ----------------- | ----- | ----- | ----- | ----- | - | ------ | - |
| 01.06 | 16:00 | Niemcy    | 3:1   | Stany Zjednoczone | 25:19 | 19:25 | 25:17 | 25:21 |   |        | 1 |

## Klasyfikacja końcowa
| Miejsce | Reprezentacja     |
| ------- | ----------------- |
| 1.      | Niemcy            |
| 2.      | Stany Zjednoczone |
| 3.      | Rosja             |
| 4.      | Chiny             |
| 5.      | Brazylia          |
| 6.      | Japonia           |
| 7.      | Dominikana        |
| 7.      | Szwajcaria        |

## Nagrody indywidualne
| MVP              | Najlepsza punktująca | Najlepsza atakująca | Najlepsza blokująca   | Najlepsza zagrywająca | Najlepsza rozgrywająca  | Najlepsza przyjmująca | Najlepsza libero |
| ---------------- | -------------------- | ------------------- | --------------------- | --------------------- | ----------------------- | --------------------- | ---------------- |
| Margareta Kozuch | Natalja Małych       | Maren Brinker       | Ana Carolina da Silva | Rachael Adams         | Jekatierina Kosianienko | Jana Szczerban        | Lenka Dürr       |